# Site préhistorique de Page-Ladson
Le site préhistorique de Page-Ladson (en anglais : Page-Ladson prehistory site) est un site préhistorique découvert dans le lit du fleuve Aucilla entre les comtés de Jefferson et de Taylor dans la région de la Big Bend Coast en Floride.
Le site abrite des dépôts sédimentaires stratifiés datant de la fin du Pléistocène et du début de l'Holocène (il y a entre 15 000 et 10 000 ans). Ces dépôts comportent des ossements d'animaux et des objets façonnés par l'homme. Les objets les plus récents ont entre 1 000 et 1 500 ans de plus que les objets relatifs à la Culture Clovis.

## Description
Au plus fort de la Glaciation de Würm, le niveau de la mer était plus de 100 mètres plus bas que celui du XXIe siècle. La plus grande partie de la Floride est composée d'une sorte de plateau calcaire karstique. Comme le calcaire est poreux, l'eau salée entre dans les basses couches du plateau ce qui fait que l'eau douce flotte au-dessus de l'eau salée. Avec la baisse du niveau de la mer lors de la glaciation, le niveau de l'eau douce a suivi également le niveau de l'eau salée vers le bas. La Floride devait par conséquent être plus sèche qu'au XXIe siècle. Les dolines et les zones profondes des lits des rivières étaient les seuls endroits où l'eau était disponible en surface. Le site préhistorique de Page-Ladson était un de ces endroits car il abritait une Ravine dans laquelle s'écoule de nos jours une rivière.
La partie basse de la rivière Aucilla est en partie souterraine, elle ne revient en surface que sur de petites portions avant de disparaître à nouveau dans le sol. Le site de Page-Ladson est localisé sur une de ces portions visibles en surface. Cette portion est dénommée Half-Mile Run (« Portion d'un demi Mille») bien qu'elle en fasse bien le double. D'autres portions semblables de la rivière accueillent également des objets paléontologiques et archéologiques.
En 1959, Dick Ohmes et d'autres plongeurs commencèrent à sortir des eaux des objets façonnés par l'homme et des os d'animaux marqués par des objets. Une équipe menée par l'archéologue James Dunbar et le paléontologue S. David Webb étudièrent le site de Half-Mile Run en 1983. Buddy Page, un ancien plongeur des U.S. Navy Seal, leur indiqua où il avait découvert des ossements d'éléphants. On y découvrit dans un trou d'autres ossements d'éléphants et des outils en os. La datation par le carbone 14 a démontré que l'âge de ces objets était compris entre 13 000 et 11 700 ans. Le terrain proche du lieu où s'écoule la rivière appartenait à la famille Ladson. Celle-ci autorisa l'accès à son terrain et c'est la raison pour laquelle le site se nomme Page-Ladson.
Les fouilles sur ce site se prolongèrent de 1984 à 1997. Les équipes ont étudié le sol par couches de sédiments. En effet, plus la couche est profonde et plus le sédiment est vieux. Le fait d'étudier le lieu couche après couche permet de suivre l'évolution du temps et de visualiser la faune présente au fil du temps dans la région. Les strates les plus profondes et donc les plus anciennes datent du Pléistocène. Les archéologues y ont découvert des mastodontes, des mammouths, des chevaux et des paresseux géants. Certains ossements plus récents présentent des marques de cisaillement probablement faites par des outils humains. On y a également découverts des pointes taillées dans l'ivoire.
En 1996, les recherches ont mis au jour la présence de foyers en pierres, de grattoirs, de herminettes et de gouges. Ces objets auraient environ 10 000 ans selon la datation au carbone. Ce lieu habité a été superbement préservé car le lieu a été inondé définitivement par la rivière moins de 100 ans après son occupation.